# Hajsza mindhalálig
A Hajsza mindhalálig (eredeti cím: Acceleration) 2019-ben bemutatott amerikai akciófilm, Michael Merino és Daniel Zirilli rendezésében. A főszerepeket Sean Patrick Flanery, Dolph Lundgren, Chuck Liddell, Natalie Burn és Danny Trejo alakítja.
Az Amerikai Egyesült Államokban 2019. november 8-án jelent meg, Magyarországon az AMC kábelcsatornán sugározták szinkronizálva 2021. január 14-én.

## Szereplők
| Szerep        | Színész              | Magyar hang         |
| ------------- | -------------------- | ------------------- |
| Rhona         | Natalie Burn         |                     |
| Vladik Zorich | Dolph Lundgren       | Petridisz Hrisztosz |
| Hannibal      | Chuck Liddell        |                     |
| Kane          | Sean Patrick Flanery |                     |
| Santos        | Danny Trejo          | Törköly Levente     |
| Chiko         | Ian Fisher           |                     |
| Mika          | Dobromir Mashukov    |                     |
| Dominic       | Lew Temple           | Kapácsy Miklós      |
| Teemu         | Tony Tambi           | Czető Roland        |

További magyar hangok: Moser Károly, Németh Gábor